# Horta Oest
Horta Oest (Spanisch: Huerta Oeste) war eine Comarca im Nordwesten der spanischen Provinz Valencia mit der Hauptstadt Torrent. Sie war Teil der Metropolregion Valencia. Früher umfasste die Region der Huerta de Valencia die heutigen Regionen Horta Nord, Horta Oest, Horta Sud und die Stadt Valencia. Aufgrund des Wachstums aller dieser Regionen wurde sie in die vier Regionen aufgeteilt.
Die Comarca wurde am 31. Dezember 2022 aufgelöst. Die Gemeinde Paterna wurde der Comarca Horta Nord zugewiesen, der Rest der Comarca Horta Sud.

## Gemeinden
| Gemeinde        | Einwohner (2022) | Fläche km² |
| --------------- | ---------------- | ---------- |
| Alaquàs         | 29.537           | 3,90       |
| Aldaia          | 32.656           | 16,05      |
| Chirivella      | 30.326           | 5,15       |
| Cuart de Poblet | 25.167           | 19,64      |
| Manises         | 31.170           | 19,65      |
| Mislata         | 44.282           | 2,06       |
| Paterna         | 71.880           | 35,85      |
| Picanya         | 11.665           | 7,12       |
| Torrent         | 85.142           | 69,32      |